# Elvis Bošnjak
Elvis Bošnjak (Split, 26. siječnja 1971.) hrvatski je dramatičar i glumac.

## Životopis
Elvis Bošnjak, hrvatski pisac i glumac, rođen je 26. siječnja 1971, u Splitu. Do šeste godine živio je u selu Hrvace, pored Sinja, a onda se vraća u Split na školovanje. Glumu na Akademiji dramskih umjetnosti Zagreb upisao je 1989., na dislociranom studiji u Splitu. 1993. postaje članom ansambla HNK Ivana pl. Zajca - Rijeka. Sudjeluje i u prvim predstavama HKD Teatra. Nakon dvije sezone vraća se u Split i postaje članom ansambla drame HNK Split gdje ostaje sve do 2010. U ovom kazališu odigrao je pedesetak uloga a od 2004 do 2006 vršio je dužnost ravnatelja drame HNK Split, te je, u istom razdoblju, bio i ravnatelj dramskog programa Splitskog ljeta. Važan iskorak radi 2008, godine kada, s Linom Vengoechea, osniva u Splitu kazalište PlayDrama čiji je umjetnički voditelj do 2018. Nakon toga vraća se kao glumac u HNK Split. 
Za kazalište i film počinje pisati krajem devedesetih.  Zatvorski triler Otac praizveden je 2000. godine u HNK Split i režiji Nenni Delmestre. Priča o ocu ubojici i silovatelju, pokajniku, preobraženiku koji od Boga za svoj grijeh traži kaznu a ne oprost pobudio je velik interes i publike i kritike. Na Festivalu hrvatske drame Marulićevi dani osvaja najvažnije nagrade, među kojima za najbolju izvedenu dramu i najbolju predstavu. Naš ugledni pisac i dramatičar Ivo Brešan nazvao je tekst Otac „malim scenskim biserom“. Dvije godine nakon Oca na velikoj sceni HNK Split praizvedena mu je drama Nosi nas rijeka, opet u režiji Nenni Delmestre. Priča o raspadu seoske obitelji, u anketi nekoliko vodeđih dnevnih listova proglašena je kulturnim događajem godine. „Izvrsno, precizno, potresno“ bio je naslov jedne od kritika predstave „Nosi nas rijeka“.  Pored brojnih glumačkih nagrada predstava je proglašena najboljom na Marulićevim danima osvojivši nagradu za režiju i najbolji tekst. Za ovaj tekst i ulogu Jerka, Elvis Bošnjak dobio je također i prestižnu nagradu Ministarstva kulture "Vladimir Nazor" za kazalište 2003. godine. Suradnju s redateljicom Nenni Delmestre nastavio je radom na predstavi Idealan muž, slobodnoj adaptaciji drame Oscara Wildea izvedenoj 2002. na Splitskom ljetu. I njegovu sljedeću dramu Hajdemo skakati po tim oblacima, praizvedenu 2004. u HNK Split, na scenu je postavila Nenni Delmestre. Ovaj tekst Elvisa Bošnjaka hrvatska kritika je ocijenila kao iskorak u novo, jednom od najsuvremenijih hrvatskih drama, vulkanski snažnim pismom, univerzalnom pričom čije interpretacije nemaju granica. 2008. Hrvatski radio izvodi u režiji Mislava Brečića Bošnjakovui dramu „Žice i žileti“ za koju iste godine dobiva nagradu Marin Držić, Ministarstva kulture RH. 2012. godine Bošnjak se nastavlja baviti temom odnosa muškarac – žena u drami „Srce veće od ruku“.  Praizvedena u produkciji kazališta PlayDrama i režiji Trpimira Jurkića predstava Srce veće od ruku nagrađena je nagradom Vanja Drach za najbolju predstavu na Festivalu glumca. Kritika je tekst prihvatila jako dobro nazvaši ga „ ...dramskom poslasticom o ljubavnom četverokutu u kojoj je dramski tekst Elvisa Bošnjaka do tankoćutnih detalja razotkrio duboke unutarnje moralne i fizičke dileme...“
2014. godine u produkciji kazališta PlayDrama izvedena je  na Splitskom ljetu predstava „Rebro“, autorski projekt Saše Božića i Ksenije Zec nastao prema motivima istoimene Bošnjakove drame.  U ovom tekstu Bošnjak se bavi glumačkom blokadom kao polazištem  za priču o tome što glumac proživljava na pozornici, kako pokušava savladati svoja osobna ograničenja, kako nemoć pretvara u novu mogućnost. Bošnjak se tekstom „Kašeta brokava“ vraća na pozornicu HNK Split 2015. Naslanjajući se na Shakespeareovog „Kralja Leara“ Bošnjak piše posvetu rodnom gradu Splitu utjelovivši ga u liku Rodoljuba, ostarjelog hipika koji, saznavši svoju dijagnozu, dijeli svoju kućicu u Velom Varošu. Priča je to o malom čovjeku koji se svim silama proteža kako bi bio veći, koji prosipa svoju vreću smijaha stvarajući ponekad buku od koje drugi ne mogu disati. Predstava u režiji Nenni Delmestre izazvala je veliko zanimanje i publike i kritike i naišla na jako dobar prijem. Na Marulićevim danima 2016. Bošnjak je i po treći put osvojio nagradu za izvedeni dramski tekst uz obrazloženje kako je autor  „... poveo dobrohotni ali i razorni dijalog s prethodnicima literarne splićanistike kao i s plošnim predodžbama i konstrukcijama o Splitu i pripadajućem mu mentalitetu. U svojem Oproštaju ovaj tankoćutni autor dramatično dokida infantilizaciju dalmatinskoga prostora povezujući u svom dramskom pismu staro i novo, svjetsko i domaće, pučko i metafizičko. Najveća vrijednost Bošnjakovog teksta koja je vidljiva u ovoj predstavi a biti će i u svim budućim njegov je pirandelovski humorizam koji je ostvaren najuvjerljivijim dramaturškim i stilskim sredstvima mediteranske tragikomedije.“ 2017. u koprodukciji kazališta PlayDrama i HNK Zadar, Nenni Delmestre režira njegov tekst "Ubojstvo u klubu Quasimodo". Ovaj zaumni triler, u kojem dva lica po imenu Joe pokušavaju razotkriti koji od njih dvojice je ubio plavušu što leži iza šanka u klubu Quasimodo, probudio je velik interes publike. Kritika ga je proglasila tekstom koji oplemenjuje pitanjima. 2019. Bošnjak izdaje "Dalmatinsku trilogiju", u kojoj okuplja zavičajne drame Nosi nas rijeka, Kašeta brokava i Usidrene. 2020. njegova zavičajna trilogija dobiva i svoj završni kazališni čin, praizvedbom tragedije "Usidrene" u režiji Anastasije Jankovske, u koprodukciji kazališta HNK Split, Gavella i HNK Zadar. Ova surova priča o otočkoj ženi koja čeka da joj se suprug vrati iz tuđine nakon 37 godina posveta je tisućljetnoj civlizaciji patnje koja nas danas zauvijek napušta. Glavnu junakinju Jakovicu kritika je nazvala "otočkom Penelopom", s tom razlikom što ona za razliku od Penelope odbija pustiti muža u svoju sobu. "Tekst je prožet nekom iskonskom, divljom otočkom ljepotom, ali i surovošću života njezinih žitelja čija su sidra nepovratno zapela na njegovome morskom dnu", stoji u obrazloženju nagrade Marin Držić.
Drame su mu prevođene i igrane u Hrvatskoj, Sloveniji, Makedoniji, Bosni i Hercegovini, Njemačkoj, Čileu, Meksiku i Češkoj. Bošnjak se kao pisac bavio i filmom potpisavši scenarije za igrane filmove „Otac“ Stanislava Tomića, Noćni brodovi (zajedno s Igorom Mirkovićem), redatelja Igora Mirkovića i „Sonja i bik“ (zajedno s Vlatkom Vorkapić, redateljice Vlatke Vorkapić i "Stavi sjedalicu desno" koji i režira.
Svoj prvi roman, "Gdje je nestao Kir", objavljuje 2021. u izdanju izdavačke kuće Hena Com. Posvećuje ga Josipu Reihl-Kiru, zapovjedniku osječke policije, ubijenom iz zasjede, od strane svog podređenog, 1991. godine. Bošnjak u romanu ispisuje dvije pripovjedne linije, u dva vremena koja dijeli ključni događaj. Jedna linija prati žrtvu koja putuje prema trenutku ubojstva, a druga ubojicu koji se udaljava od trenutka ubojstva. Kritika je ustvrdila da se radi o smionom djelu koje otvara grob legende. O romanu u kojem "Kir oživljava kao jedan od najdojmljivijih likova u hrvatskoj pripovjednoj prozi.", kako piše kritičar Igor Mandić u Jutarnem listu. "Bošnjak nije napisao crno-bijeli roman. On je i žrtvi i egzekutoru dao jednaka literarna prava, kao u nekoj imaginarnoj sudnici. I žrtva i ubojica čitateljima se obraćaju svojim autonomnim glasovima boreći se za vlastittu istinu.", piše Denis Derk u Večernjem listu, istaknuvši kao Kirov moto rečenicu iz romana "Želim znati da smo iz ovog rata izašli čisti kao suza."

## Kazalište

### Praizvedbe dramskih tekstova
- 2020. Usidrene, režija: Anastasija Jankovska, HNK Split, GDK Gavella i HNK Zadar
- 2017. Ubojstvo u klubu Quasimodo, režija: Nenni Delmestre, Kazalište PlayDrama i HNK Zadar
- 2015. Kašeta brokava, režija: Nenni Delmestre, HNK Split
- 2014. Rebro, režija: Saša Božić i Ksenija Zec, Kazalište PlayDrama, Splitsko ljeto
- 2012. Srce veće od ruku, režija: Trpimir Jurkić, Kazalište PlayDrama
- 2008  Žice i žileti, režija Mislav Brečić, Hrvatski radio
- 2004. Hajdemo skakati po tim oblacima, režija: Nenni Delmestre, HNK Split
- 2002  Idealni muž, režija Nenni Delmestre, Splitsko ljeto
- 2002. Nosi nas rijeka, režija: Nenni Delmestre, HNK Split
- 2000. Otac, režija: Nenni Delmestre, HNK Split

### Važnije kazališne uloge
- 2019. John Proctor - Arthur Miller KUŠNJA
- 2018. Gajev, Leonid Andrejevič - Anton Pavlovič Čehov VIŠNJIK
- 2017. Dr. Thomas Stockmann - Henrik Ibsen NEPRIJATELJ NARODA
- 2016. Antonio - William Shakespeare MLETAČKI TRGOVAC
- 2011. Picasso - J.Hatcher PICASSO
- 2008.  Alain Reille - Yasmina Reza BOG MASAKRA
- 2006.  Astrov - Anton Pavlovič Čehov UJAK VANJA
- 1998.  Trepljov, Konstantin Gavrilovič - Anton Pavlovič Čehov GALEB
- 1998. Ivan Fjodorovič Karamazov - Fjodor Mihajlovič Dostojevski BRAĆA KARAMAZOVI
- 1994. Prior Walter - T. Kuschner ANĐELI U AMERICI
- 1994. Vatrogasac - E. Ionesco ĆELEVA PJEVAČICA

## Filmografija

### Filmske uloge
- "Illyricvm" kao Optio (2022.)
- "Comic Sans" kao diler (2018.)
- "Sonja i bik" kao Mate Mlikota (2012.)
- "Ta tvoja ruka mala" (2009.)
- "Krupni otpad" kao gospodin Kralj (2008.)
- "Trešeta" kao Kapitano (2006.)
- "I galebovi su se smijali" (2005.)
- "Da mi je biti morski pas" kao Ive Dumanić (1999.)
- "Anđele moj dragi" (1995.)

### Televizijske uloge
- "San snova" kao Slavkec (2023.)
- "Nestali" kao Krešo (2021.)
- "Crno-bijeli svijet" kao Stipe Šuvar (2019.)
- "Na terapiji" kao Tomislav Vukov (2013.)
- "Stipe u gostima" kao Šime (2012.)
- "Instruktor" kao Robi (2010.)
- "Bitange i princeze" kao policajac (2008.)
- "Dobre namjere" kao Ante Bakula (2007. – 2008.)

### Scenariji i režije
- "Stavi sjedalicu desno", scenarist i redatelj
- "Sonja i bik" - ko-scenarist (2012.)
- "Noćni brodovi" - scenarist (2012.)
- "Otac" - scenarist (2002.)

## Nagrade i priznanja (izbor)
- 2016. Orden Danice Hrvatske s likom Marka Marulića za ukupan doprinos hrvatskoj kulturi
- 2016. Nagrada Marul za najbolji izvedeni dramski tekst, Kašeta brokava
- 2009. Nagrada Gumbek za najboljeg glumca na Danima satire za uloge u predstavama Bog masakra i Metoda
- 2003. Nagrada Vladimir Nazor Ministarstva kulture Republike Hrvatske, za ulogu Jerka u predstavi Nosi nas rijeka i za dramski tekst Nosi nas rijeka
- 2003. Nagrada Marul za najbolji izvedeni dramski tekst Nosi nas rijeka
- 2001. Nagrada Marul za najbolji izvedeni dramski tekst Otac

## Vanjske poveznice
- Elvis Bošnjak u internetskoj bazi filmova IMDb-u (engl.)